# Rumohr (Adelsgeschlecht)

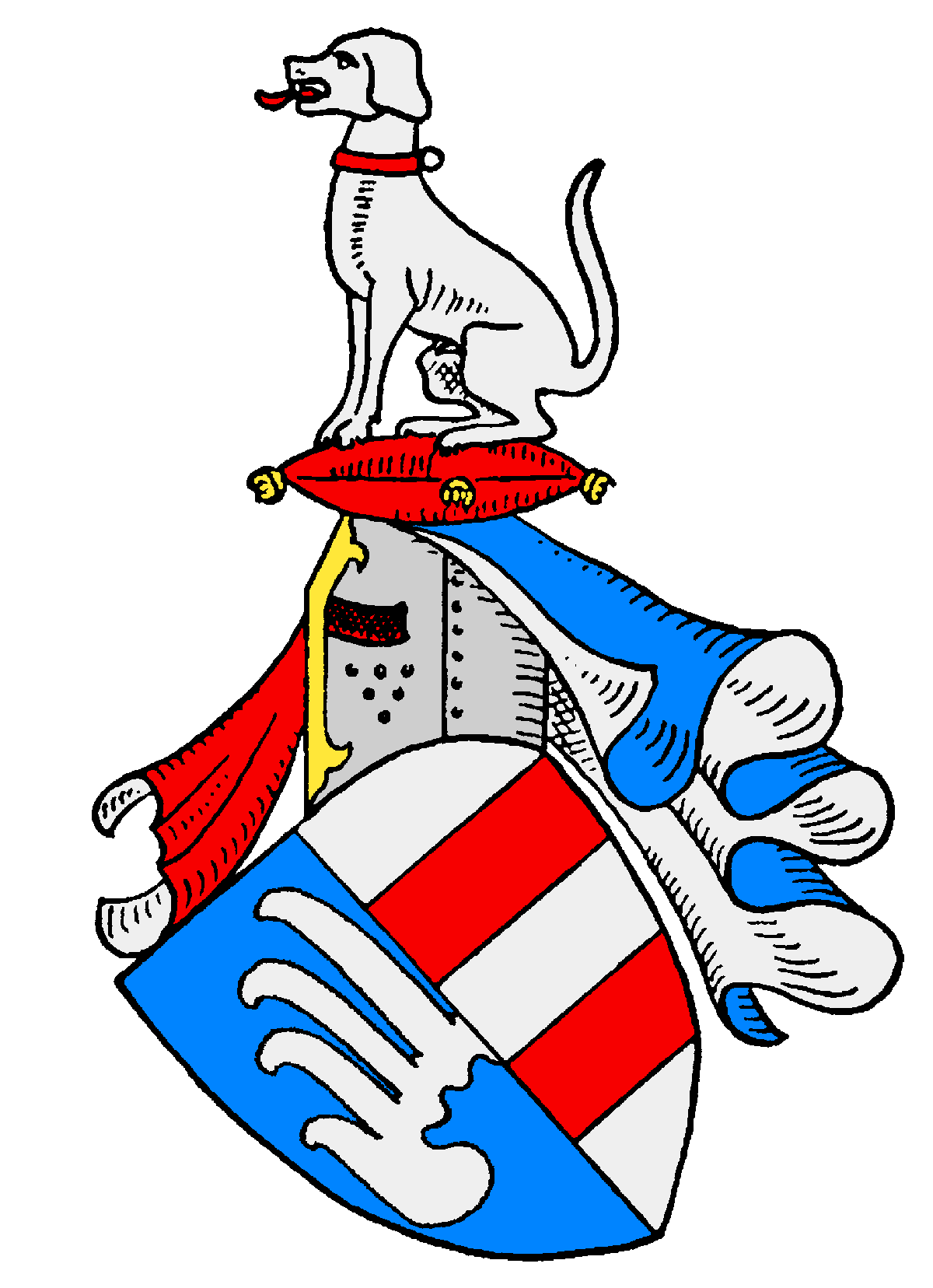
Wappen derer von Rumohr

Rumohr ist der Name eines einheimischen (nicht eingewanderten) holsteinischen Uradelsgeschlechts, das in der Gegend um den Westensee bei Kiel erstmals erscheint. Es ist gleichen Stammes und Wappens mit den von Ahlefeld(t) sowie den abgestorbenen von Bosendahl († ca. 1335) und von Rastorp († 1749). Sie führen sich sämtlich auf die Herren von Perdöl zurück.
Die Namensform schwankte zwischen Rughemor (raues Moor), Rummore und Rumor. Sie zählen zu den Equites Originarii, den uradeligen Familien Holsteins und Stormarns.

## Geschichte
Als erste Vertreter der Geschlechter von Ahlefeldt und von Rumohr gelten die Brüder Benedictus et Scacco de Prodole (Benedikt und Schack von Perdöl), die in den Jahren 1220 und 1221 urkundlich erstmals auftauchen. Ein „Scacco de Rumore“ wird auch 1245 und 1253 urkundlich erwähnt; es handelt sich vermutlich um denselben Schack oder einen gleichnamigen Sohn. Er nannte sich nach dem Dorf Rumohr südwestlich von Kiel. Es wird vermutet, dass zwischen dem Familienverband der Perdöl'schen Stämme und den Ammoniden eine dienstliche, wenn nicht sogar familiäre Verbindung bestand.
Während die Ahlefeldts sich seit Jahrhunderten nach ihrem Stammvater Benedict benennen, haben die Rumohrs aus gleichen Grund an dem Namen Schack festgehalten, jedoch wechselnd vom Großvater zum Enkel mit Schack (1245/53) – Benedict (1283/89) – Schack (1308) – Benedict – Schack (1351) – Benedict (1408) usw. Ansonsten kamen vor allem die Namen Heinrich, Otto und Marquard vor. Es kam auch zu vielen Querheiraten zwischen den beiden stammesgleichen Familien, nachweislich bisher 26 mal.
Die sichere Stammreihe beginnt mit Henneke Rumohr († nach 1449). Die heute lebenden Angehörigen des Adelsgeschlechts von Rumohr stammen – bis auf den norwegischen Ast – von Christian August 3. von Rumohr (1757–1798), Gutsherr auf Rundhof, Drült und Östergaard, ab.
Der Stammhof Rumohr sowie anderes Eigentum in Blumental sind später in Ahlefeldt'schen Besitz übergegangen. 1557 erhielt Henneke Rumohr († 1569) als Ehemann der Eybe Sehestedt († 1564) nach einem Erbstreit das Gut der Familie seiner Frau zugesprochen, Rundhof, das sich bis heute im Besitz der Familie von Rumohr befindet. Das auch oft als Schloss bezeichnete Herrenhaus in Rundhof wurde von 1753 bis 1755 errichtet. Ebenfalls bis heute gehört den Herren von Rumohr seither das nahegelegene Gut Drült. In der gleichen Gegend waren das Gut Roest (1498–1797) und das 1670 davon abgeteilte Gut Toestorf mehr als 300 Jahre in Rumohrschen Händen. Das aus zwei Giebelhäusern bestehende Herrenhaus Roest errichteten Asmus von Rumohr (rechter Flügel, 1590) und sein Enkel Heinrich (linker Flügel, 1641).

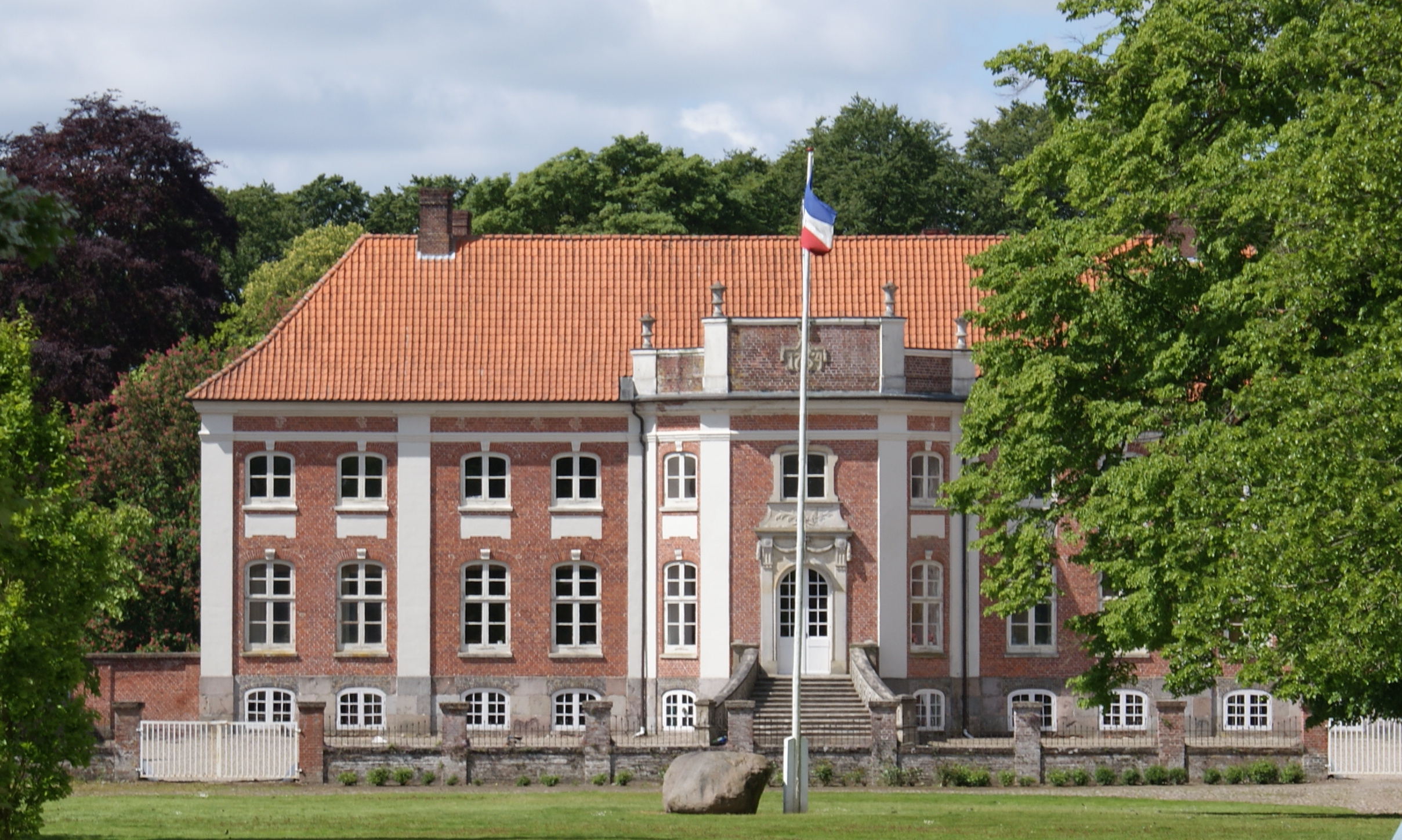
Gut Rundhof
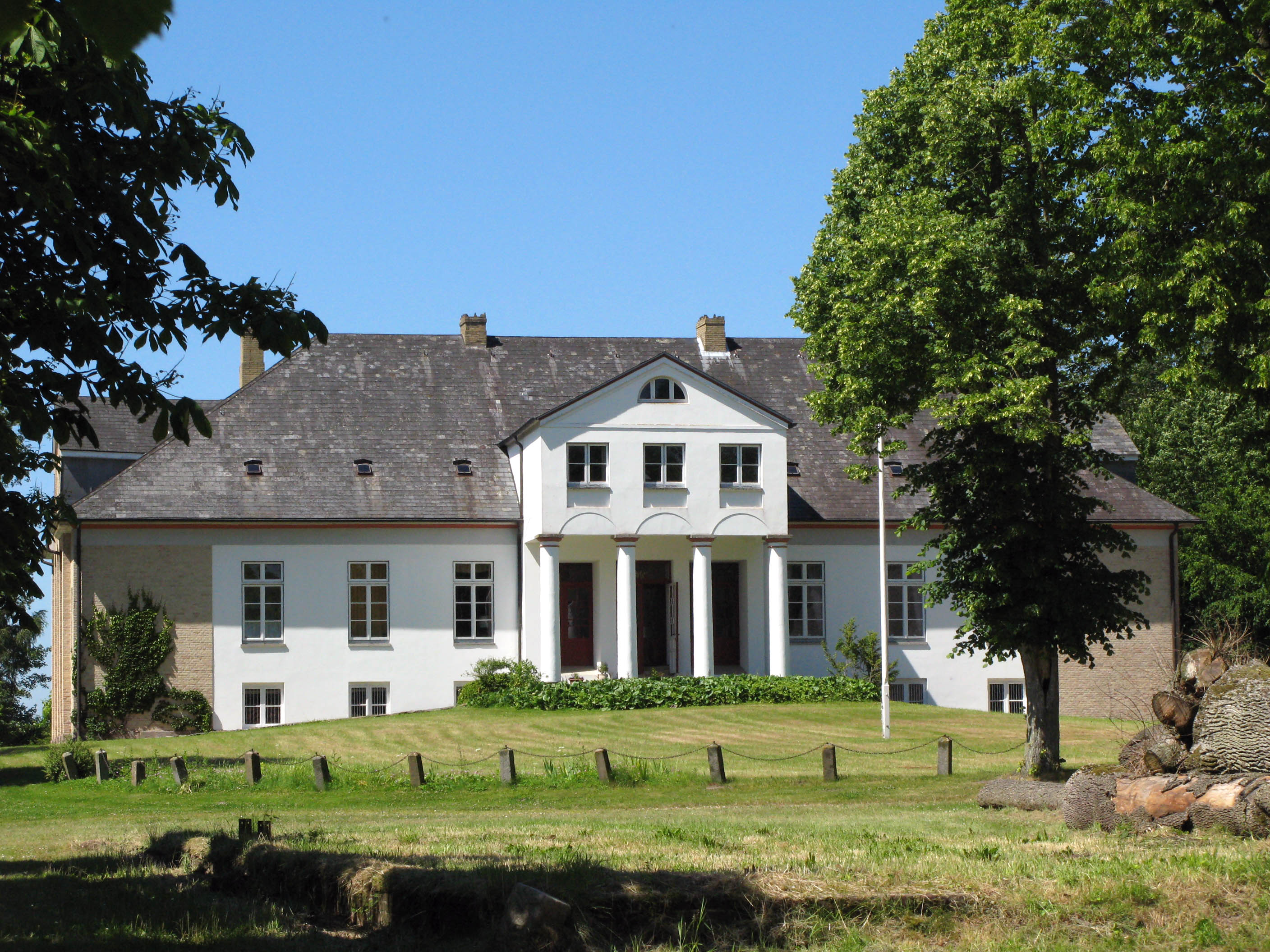
Gut Drült
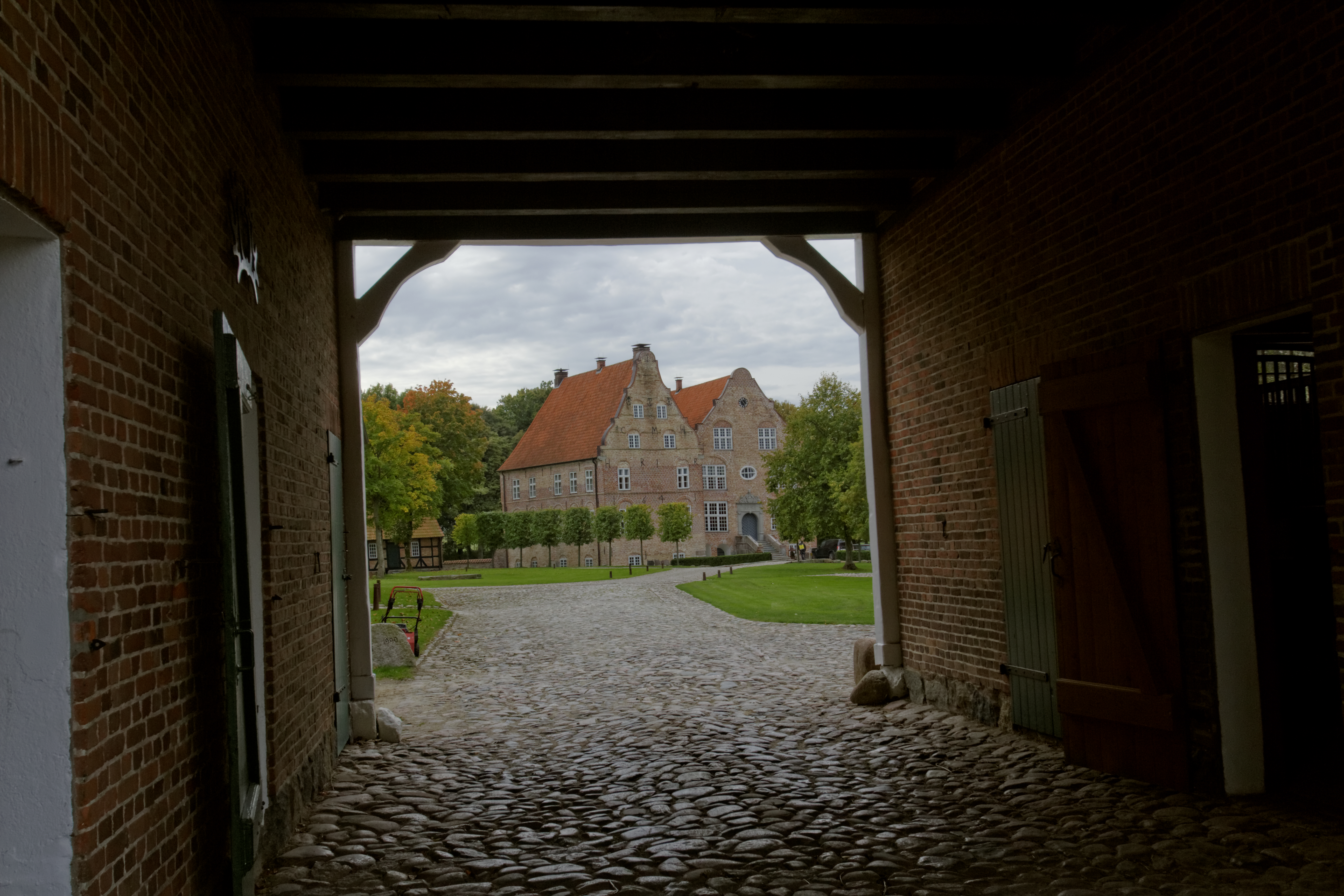
Gut Roest
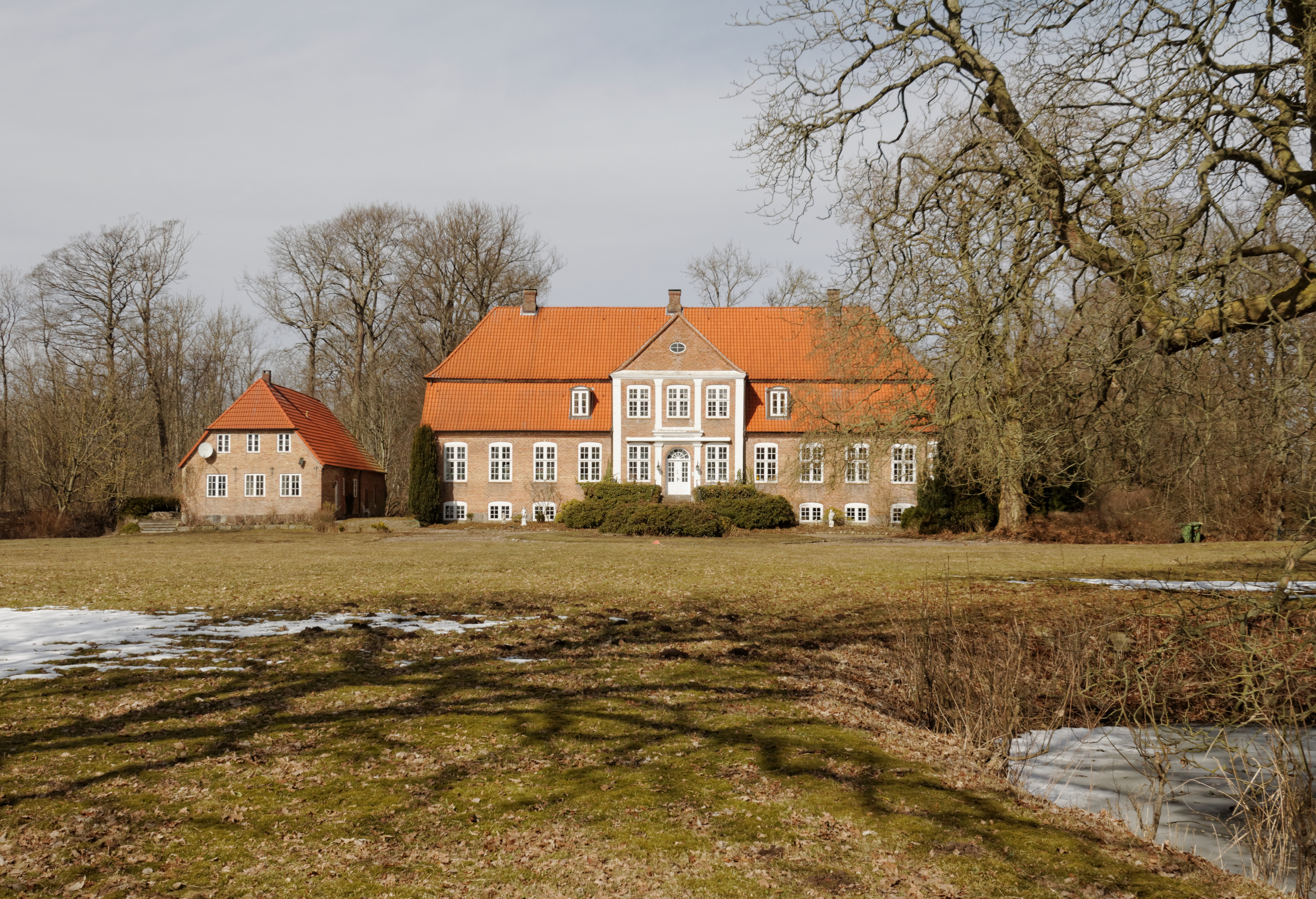
Gut Toestorf

Asmus Rumohr († 1590) reiste als Rat an den Hof Kaiser Karls V. nach Brüssel. Cai von Rumohr († 1714) war in diplomatischen Diensten für Kopenhagen am Dresdner Hof. Sein Neffe Cai von Rumohr († 1770) galt als einer der „untadelhaften adeligen fürstlichen Räte“ am holstein-gottorfschen Hofe und war Mitvormund der herzoglichen Prinzen. Sein Sohn Henning Bendix von Rumohr († 1777) übernahm als fürstbischöflicher Rat die Regierungsvollmacht im Bistum Lübeck unter Herzog Friedrich August von Oldenburg. Der dänische Generalmajor Detlef von Rumohr fiel 1678 bei Stralsund. Auch Vizeadmiral Detlev-Christian von Rumohr († 1808) stand in dänischen Militärdiensten. Wulf-Henning von Rumohr († 1862) trug in der Revolution von 1848 zur politischen Gestaltung des Landes Schleswig-Holstein bei. Der Kunsthistoriker, Schriftsteller, Zeichner und Maler Carl Friedrich von Rumohr (1785–1843) hat mit seinen Schriften den Weg zur modernen, kritischen kunstgeschichtlichen Forschung gebahnt.
Aber auch in Norwegen hat sich ein Zweig der Familie vor knapp 400 Jahren niedergelassen. Dort sind am Sognefjord die Stammhäuser Rikheim bei Lærdal (1667 gekauft) und Frønningen noch heute im Besitz der Familie Rumohr.

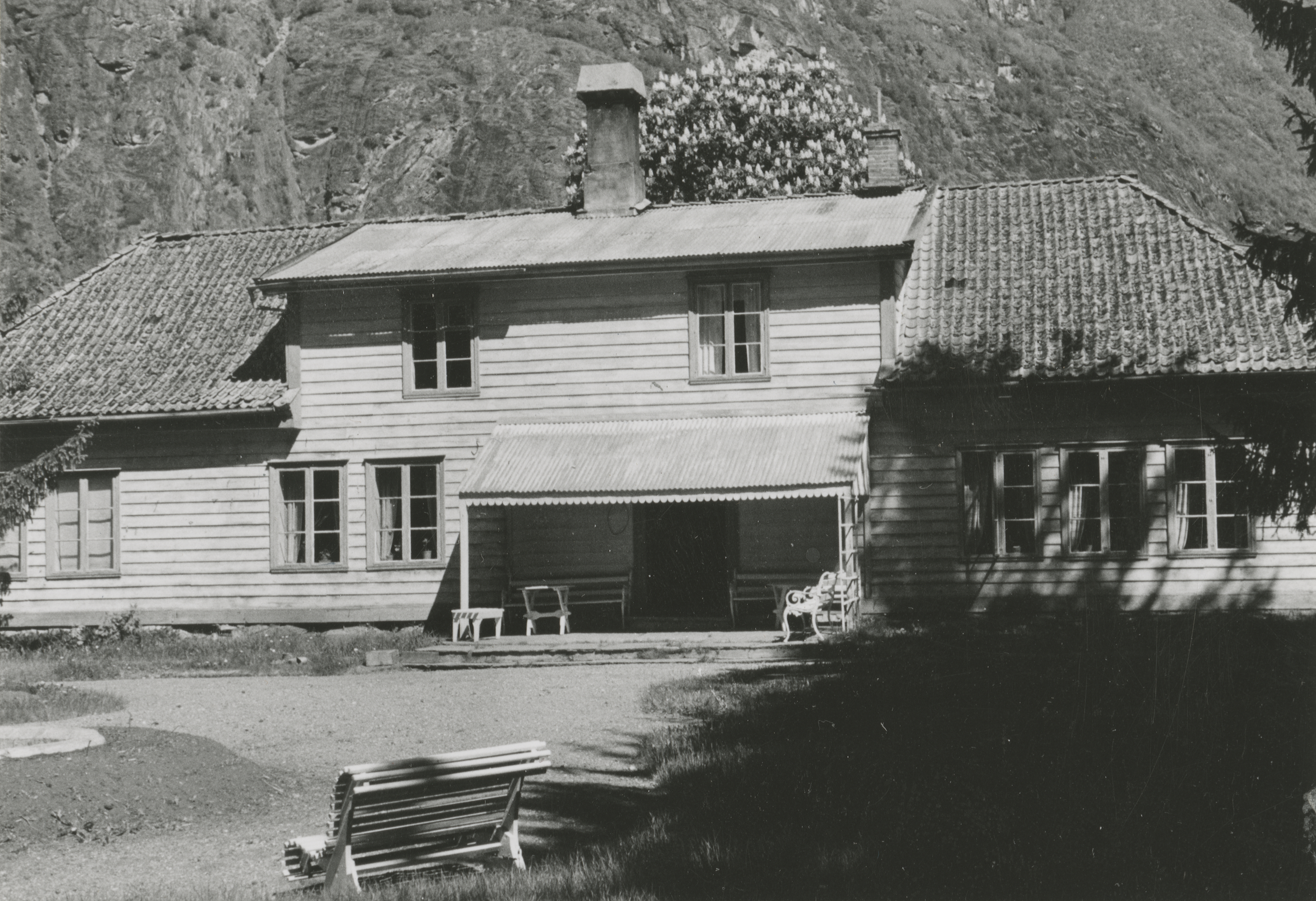
Erbhof Rikheim bei Lærdal, Norwegen
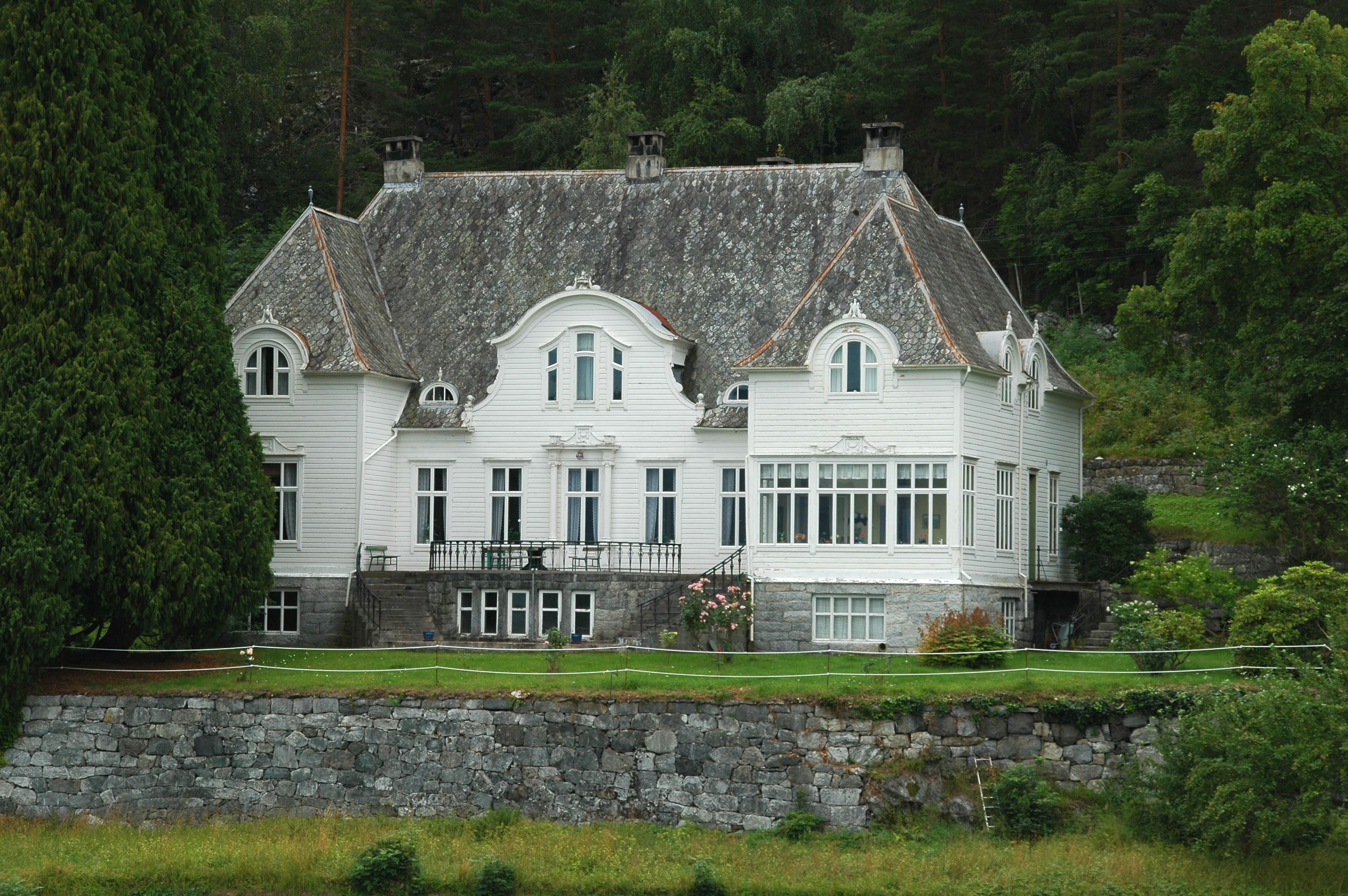
Erbhof Frønningen bei Lærdal

## Briefadelige von Rumohr
Willibald von Rumohr-Gr. Steinrade (1816–1897) adoptierte Helene Boie, die 1875 in den preußischen Adelsstand nobilitiert wurde. Ein Wappen wurde nicht verliehen. 1890 verheiratete sie sich mit dem Hauptmann Emmerich (Emmery) von Lorck, ein Sohn war der Kunsthistoriker Carl von Lorck.

## Wappen
Das Stammwappen ist gespalten und zeigt rechts in Blau einen silbernen gestürzten, aus der Teilung wachsenden Flug, links in Silber zwei rote Balken. Auf dem Helm mit rechts rot-silbernen, links blau-silbernen Decken eine silberne Bracke mit rotem Halsband.
Der Wappenspruch lautet: „semper idem“ (immer derselbe).

## Personen

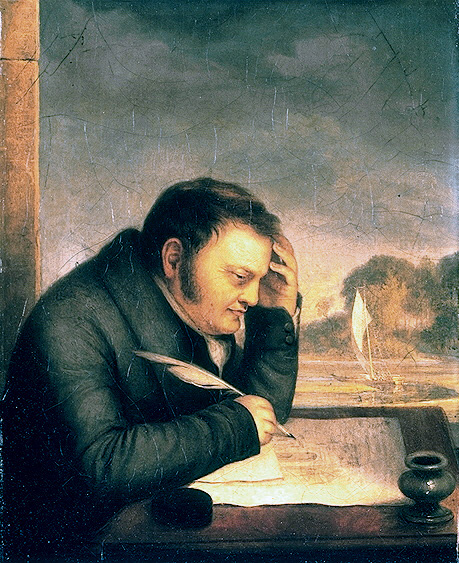
Carl Friedrich von Rumohr (1785–1843), Kunsthistoriker und Schriftsteller

- August von Rumohr (1851–1914), Generallandschaftsdirektor von Schleswig-Holstein und Mitglied des Preußischen Herrenhauses
- Carl Friedrich von Rumohr (1785–1843), Sohn des Henning († 1804), deutscher Kunsthistoriker und Schriftsteller
- Cay Wilhelm Georg von Rumohr (1797–1879) auf Steinrade, Amtmann der Ämter Traventhal. Reinfeld und Rethwisch
- Charlotte von Rumohr (1889–1978), Priorin (1929) und ab 1941 Äbtissin des Klosters Itzehoe
- Christian August (IV.) von Rumohr (1784–1839) auf Rundhof, Mitglied der Schleswigschen Ständeversammlung
- Christian August (V.) von Rumohr (1809–1846) auf Rundhof, Mitglied der Schleswigschen Ständeversammlung
- Detlef von Rumohr (1634–1678), Sohn des Heinrich († 1653), Gutsherr auf Roest und Töstrup und Generalmajor in dänischen Diensten
- Detlev von Rumohr (1908–1961), auf Groß Steinrade, Brigadegeneral in der Bundeswehr, Träger des Ritterkreuzes des Eisernen Kreuzes (4. Juli 1944)
- Friedrich von Rumohr (1723–1765), Domherr zu Lübeck
- Friedrich Henning Adolf von Rumohr (1790–1833) auf Drült, Landrat in Schleswig und Holstein, Amtmann des Amtes Hütten
- Hans von Rumohr (1675–1719), Sohn des Henning († 1715), Landrat in Schleswig und Holstein
- Henning von Rumohr (1904–1984), auf Drült, Landeshistoriker und Familiengenealoge
- Henning Benedikt von Rumohr (1717–1777) auf Bossee, Staatsminister in Eutin, Domherr in Lübeck
- Karine von Rumohr (* 1977), Tochter des Cai Asmus (* 1939), M.A., Übersetzerin, Autorin, Redakteurin und Priörin des Klosters Uetersen
- Karl von Rumohr (1900–1967), Verwaltungsbeamter, Landrat, Präsident des Bundesverwaltungsamtes
- Viktoria von Flemming, geb. von Rumohr, (* 1935) Tochter des Detlev († 1961), Priörin des Klosters Preetz
- Wulf Henning Ernst Wilhelm von Rumohr (1814–1862) auf Rundhof, Mitglied des Dänischen Reichsrates, Verbitter des Klosters Itzehoe
- Adopt.
  - Theodor Vilhelm Rumohr (1807–1884), dänischer Schriftsteller

Der norwegische Ast derer von Rumohr
- Claus Rumohr (1632–1709), jüngster Sohn des Peder († 1650), auf Erbhof Rikheim in Sogn og Fjordane (1667 gekauft), geboren in Sonderburg / Alsen, königlicher Oberzollverwalter in Bergen
- Peter Rumohr (1660–1718), Sohn des Claus († 1709), Priester
- Johan Rumohr (1662–1735), Sohn des Claus († 1709), auf Rikheim, französischer Oberstleutnant
- Claus Rumohr (1708–1758), Sohn des Johan († 1735), auf Rikheim
- Johan Christopher Rumohr (1741–1757), Sohn des Claus († 1758)
- Peder Rumohr (1748–1807), Sohn des Claus († 1758), auf Rikheim
- Claus Rumohr (1770–1831), Sohn des Peder († 1807), auf Rikheim, Leutnant
- Hans Rumohr (1771–1811), Sohn des Peder († 1807), in Bergen
- Gerhard Rumohr (1781–1833), Sohn des Peder († 1807), in Christiania (= Oslo)
- Johan Rumohr (1818–1889), natürlicher unebenbürtiger angenommener Sohn des Claus († 1831), auf Rikheim und Erbhof Frönningen in Sogn og Fjordane (1869 Erbe der Ehefrau Claudine Lem), Hauptmann
- Claus Söfren Rumohr (1850–1915), Sohn des Johan († 1889), auf Rikheim, Polizeichef von Laerdal
- Bjarnhard Rumohr (1858–1939), Sohn des Johan († 1889), auf Frönningen
- Fredrik Johan Rumohr (1882–1945), Sohn des Claus Söfren († 1915), auf Rikheim
- Johan Rumohr (1887–1965), Sohn des Claus Söfren († 1915)
- Cay Otto Vilhelm Rumohr (1902–1967), Sohn des Claus Söfren († 1915)
- Johan Rumohr (1886–1981), Sohn des Bjarnhard († 1939), auf Frönningen
- Claus Söfren Rumohr (1925-20??), Sohn des Fredrik Johan († 1945), auf Rikheim
- Bjarnhard Rumohr (1912 - September 1981) Sohn des Johan († Januar 1981), auf Frönningen
- Knut Rumohr (1916–2002), Sohn des Johan († 1981), auf Frönningen, Maler und Grafiker
- Jan Fredrik Rumohr (1950- ), Sohn des Claus Söfren († 20??), auf Rikheim
- Vilhelm Rumohr (1962- ), Sohn des Knut († 2002), auf Frönningen

### Uradel
- Die Familie Rumohr. In: Nordalbingische Studien: Neues Archiv der Schleswig-Holstein-Lauenburgischen Gesellschaft für vaterländische Geschichte, Band 3, Beiträge zur Adelsgeschichte, In Commission der Akademischen Buchhandlung, Kiel 1846. S. 229 ff.
- Gotha, Justus Perthes, Gotha:
  - Gothaisches Genealogisches Taschenbuch der Adeligen Häuser 1901. Jg. 2. Digitalisat
  - Gothaisches Genealogisches Taschenbuch der Adeligen Häuser 1939. Jg. 38, zugleich Adelsmatrikel der Deutschen Adelsgenossenschaft. S. 469 ff.
- Hermann von Rumohr: Aus sechs Jahrhunderten – Aus dem Leben einer schleswig'schen Adelsfamilie. In: Schleswig-Holstein Jahrbuch 1924.
- Danmarks Adels Aarbog 1937. Kopenhagen 1937, S. 99 ff. und 1952, S. 74 ff. (Stammreihe und ältere Genealogie)
- Henning von Rumohr: Die Rumohrsche Gruft in Sörup. In: Jahrbuch des Angler Heimatvereins 37/1973, (mit Ahnentafel und Stammtafel).
- Wulf-Henning von Rumohr: 400 Jahre Rumohr auf Rundhof. In: Im Strom der Zeit. Schleswig 1984.
- Genealogisches Handbuch des Adels, (GHdA), Hrsg. Deutsches Adelsarchiv, C. A. Starke, Limburg an der Lahn. ISSN 0435-2408
  - Hans Friedrich von Ehrenkrook, Friedrich Wilhelm Euler, Walter von Hueck: Genealogisches Handbuch der Adeligen Häuser. A (Uradel). 1962, S. 429 ff.; 1977, 1998, S. 459 ff.
  - Christoph Franke: GHdA. Adelslexikon. Band XII, Band 125 der Gesamtreihe GHdA, Limburg an der Lahn 2001.

### Briefadel
- Gothaisches Genealogisches Taschenbuch der Briefadeligen Häuser. 1911. Jg 5. Justus Perthes, Gotha 1910. S. 747.